# Hemisarcoptes malus
Hemisarcoptes malus är en spindeldjursart som först beskrevs av Shimer 1868.  Hemisarcoptes malus ingår i släktet Hemisarcoptes och familjen Hemisarcoptidae. Inga underarter finns listade i Catalogue of Life.